# Ein blendender Spion
Ein blendender Spion (englischer Originaltitel: A Perfect Spy) ist ein Roman des britischen Schriftstellers John le Carré aus dem Jahr 1986. Erzählt werden, ineinander verschachtelt, die Lebensgeschichten des Hochstaplers Richard Pym und seines Sohnes Magnus Pym, eines Agenten des britischen Geheimdienstes, der im Kalten Krieg ein osteuropäisches Spionagenetzwerk leitet und nach dem Tod seines Vaters spurlos verschwindet. Der Roman hat autobiografische Wurzeln im Verhältnis le Carrés zu seinem eigenen Vater.

## Inhalt
Als Magnus Pym, Resident des britischen Nachrichtendienstes in Wien, von der Beerdigung seines Vaters Richard nicht nach Österreich zurückkehrt, gerät die britische Botschaft in Aufruhr. Der altehrwürdige Jack Brotherhood, der Pym einst angeworben hat, befürchtet, dass sein Musterschüler übergelaufen sein könnte und sieht seine eigene Reputation in Gefahr. Doch weder Pyms Frau Mary, die vor ihrer Heirat mit Magnus Jacks Geliebte gewesen war, noch sein Sohn Thomas, den Jack bereits in jungen Jahren zu geheimdienstlichen Tätigkeiten verführt, wissen, wo Pym sich versteckt hält. Das britische Außenministerium in Person Bo Brammels und seines Scharfrichters Nigel spielt auf Zeit und tut nichts, um die von Pym geleiteten und möglicherweise enttarnten Auslandsagenten in der Tschechoslowakei in Sicherheit zu bringen. Selbst als bekannt wird, dass Pym eine „Burnbox“ mit geheimen Dokumenten und seiner Dienstpistole aus der Botschaft entwendet hat, ist ihre erste Priorität, die Schmach vor den Partnern der CIA geheim zu halten, deren Agent Grant Lederer Pym seit langem unter der Tarnung ihrer familiären Freundschaft ausspioniert hat.
Pym ist in einer kleinen Pension einer Küstenstadt in Süd-Devon untergetaucht, wo er nach seinem unsteten Leben ein Gefühl von Heimat verspürt. In einem langen Brief an seinen Sohn berichtet er von seiner Jugend im Schatten des dominierenden Vaters Richard, genannt „Rick“, eines Charmeurs und Hochstaplers, der sein Leben lang windige Geschäfte aufzieht, auf großem Fuß lebt und alle Menschen betrügt, doch sich stets jeder Verurteilung entziehen kann. Von Jugend an lebt Pym mit der Lüge und lernt seinerseits jedermann zu belügen, doch spürt er dabei Scham und sehnt sich nach einer guten Sache, für die er sich aufopfern kann. So fällt es Jack Brotherhood leicht, den jungen Studenten in Bern für den Dienst an seinem Vaterland zu rekrutieren. In seiner ersten Tat verrät Pym seinen einzigen Freund Axel, einen Deutschen aus Karlsbad, der sich nach dem Zweiten Weltkrieg in der Schweiz versteckt, an die Fremdenpolizei.
Jahre später, als Pym im geteilten Wien seinen Militärdienst ableistet, trifft er Axel wieder, der inzwischen in der Tschechoslowakei lebt und für den dortigen Geheimdienst arbeitet. Um seinen Verrat am Freund wiedergutzumachen, lässt sich Pym von Axel anwerben und spioniert fortan als Doppelagent für Brotherhood und Axel, den er wegen eines geschenkten Straußes Mohnblumen mit dem Spitznamen „Poppy“ belegt, gleichzeitig. Auch sein Privatleben besteht vor allem aus Pflichterfüllung. Weder seine erste Frau Belinda, noch seine zweite Frau Mary heiratet er aus Liebe. Dank den gesteuerten Informationen aus Axels Quellen steigt Pym im britischen Geheimdienst auf, bis auf dem Höhepunkt seiner Karriere als stellvertretender Resident in Washington erste Zweifel an seinem Agentennetzwerk aufkommen, das in Wahrheit hauptsächlich aus tschechoslowakischen Doppelagenten besteht. Pym wird nach Wien abgeschoben. Mit dem Niedergang seiner Karriere fällt auch der Niedergang seines Vaters zusammen, dem im Alter die Leichtigkeit seiner Hochstapeleien abhandengekommen ist und der nurmehr von den Unterstützungen seines Sohnes lebt.
Der Tod seines Vaters ist für Pym eine Befreiung. Endlich findet er die Kraft, aus seinem pflichtbestimmten Leben zwischen den Ersatzvätern Brotherhood und Axel auszubrechen, die beide intensiv nach ihm suchen. Eine Bemerkung Axels über Pyms angeblich in Farleigh Abbot lebende Mutter, die in Wahrheit seine mütterliche Vermieterin ist, führt den britischen Geheimdienst auf die Fährte der Pension, in der Pym abgestiegen ist. Doch dieser hat inzwischen seinen Nachlass geregelt und erschießt sich mit seinem Dienstrevolver, bevor Brotherhood und die angereiste Mary eingreifen können. In einem Nachsatz an seinen Sohn beschreibt er sich selbst als Brücke, über die Tom gehen müsse, um von seinem Großvater Rick zum Leben zu gelangen.

## Autobiografischer Hintergrund und Entstehungsgeschichte
Jost Hindersmann bezeichnete Ein blendender Spion als „eine Art fiktionale Autobiografie“ le Carrés. Ähnlich wie Magnus Pym erst nach dem Tod seines Vaters in der Lage ist, über sein Leben zu schreiben, musste auch le Carré den Tod seines Vaters Ronald „Ronnie“ Cornwell abwarten, um über sein eigenes Leben zu schreiben. Neben Rick Pym, der fiktionalen Projektion von le Carrés eigenem Vater, sind auch andere Figuren des Romans realen Personen aus le Carrés Leben nachempfunden, so etwa Annie Lippschitz, genannt „Lippsie“, seinem deutschen Kindermädchen Annaliese Lieschwitz. In der Figur des Alex verschmelzen zwei Berner Mitstudenten namens Alexander Heussler und Horst Nözholt, wobei le Carré einschränkte, dass in jede Romanfigur auch Wesenszüge des Autors einfließen. Wie Magnus Pym hatte le Carré in Bern die ersten Kontakte zum britischen Geheimdienst und erledigte Botengänge für den MI6. Während seiner Zeit beim Inlandsgeheimdienst MI5 wurde er ein Schützling Maxwell Knights, der als Vorbild für die James-Bond-Figur M gilt und in le Carrés Roman die Figur Jack Brotherhood inspirierte.
Seit dem Jahr 1959 kämpfte le Carré vergeblich mit der literarischen Bearbeitung seines Lebensthemas, der Beziehung zu seinem Vater Ronnie. Figuren wie Aldo Cassidys Vater in Der wachsame Träumer, Jerry Westerbys Vater in Eine Art Held oder Charlies Vater in Die Libelle zeigen Züge Ronald Cornwells. 1979 plante le Carré, die Memoiren seines Vaters zu verfassen, vier Jahre später versuchte er sich an einem Theaterstück, das nicht über den ersten Akt hinauskam. Schließlich kehrte er zurück zu seinem vertrauten Genre und schrieb einen autobiografischen Roman im Gewand eines Spionageromans. Die Erzählweise ist distanziert, von leichtem Amüsement geprägt und spaltet den Erzähler immer wieder in die erste und dritte Person auf. Le Carré wollte nicht einfach Rick als Schurken und Magnus als sein Opfer darstellen. In einem Interview erklärte der Autor, Magnus habe seinen Vater in der Schwere seiner Taten noch übertreffen müssen, um kein Selbstmitleid aufkommen zu lassen. Dem Thema seines Vaters konnte er sich erst annähern, als er sich von seinem „Ersatzvater“ George Smiley, dem Helden vieler Romane le Carrés mit Wesenszügen seiner Mentoren an der Universität und im Geheimdienst, verabschiedet hatte. Der Arbeitstitel des Romans lautete Agent Running in the Field, ein Titel den le Carré in seinem letzten Roman Federball reaktivierte. Über The Burn Box, A Man With Two Houses, A Spy With Excellent Manners und The Love Thief kam es erst kurz vor Druckbeginn zum endgültigen Titel A Perfect Spy.

## Interpretation
Doppelagenten sind ein zentrales Thema in le Carrés Romanen, vom Doppelagenten Leamas in Der Spion, der aus der Kälte kam über die Suche nach dem Maulwurf in Tinker Tailor Soldier Spy bis zur eingeschleusten Schauspielerin Charlie in Die Libelle. Ein blendender Spion treibt das Thema der Dopplung jedoch auf die Spitze. Magnus Pym arbeitet als Doppelagent für seine beiden Agentenführer Brotherhood und Alex, die jeweils einen Teil der Persönlichkeit Pyms bedienen und zusammengesetzt den abwesenden Vater Rick ersetzen. Während sie so zu zwei Ersatzvätern für Pym werden, kopiert sein Sohn Tom wiederum den Lebensweg seines Vaters und lässt sich dazu verleiten, seine Eltern auszuspionieren. Auch für Pyms Mutter gibt es zahlreiche Doppel von der Ersatzmutter Lippsie bis zur Vermieterin der kleinen Pension, in die sich Pym am Ende zurückzieht. Grant Lederer, der amerikanische Agent, ist wiederum ein Doppel seines britischen Pendants Pym. Dieser wird von Alex beschrieben, als jemand, der aus vielen einzelnen Stücken zusammengesetzt ist. Der gesamte Roman ist eine Suche der Wahrheit über seinen Protagonisten, die letztlich verschwimmt in dessen Vielschichtigkeit und Doppeldeutigkeit.
Die Welt der Spionage dient le Carré als Mikrokosmos für Europa während des Kalten Krieges. Während der Osten die Individualität zugunsten des Kollektivs opfert, zerstört der Westen einzelne Individuen, um die Individualität zu schützen. In einer solchen Welt liegt die vollkommene Loyalität im Verrat. Die Agenten suchen ein kohärentes Selbst in einem Dienst, der ihre Zerstückelung verlangt. Für ein einziges großes Ziel – ob Patriotismus, Freiheit oder Pflicht – müssen die Agenten ein mehrfaches Leben leben. Auch die Liebe ist in Ein blendender Spion, anders als in vielen früheren Werken le Carrés, nicht mehr in der Lage, die Menschen mit sich zu vereinen. Pyms Leben ist eine Serie von Verraten, mit denen er vergeblich den einen, alle überragenden Verrat an seinem Freund Alex wiedergutzumachen versucht. Indem er sein Leben für seinen Sohn Tom aufschreibt, versucht er sich für diesen, gleichsam als Abschiedsgeschenk, als eine einheitliche Persönlichkeit zusammenzusetzen. Als seine Erzählung beendet ist, tötet er sich und damit den „perfekten Spion“. Es ist ein letzter Versuch, Kontrolle über sein Leben zu gewinnen, sich selbst zu erschaffen, indem er sich tötet, sich an der Zeit zu rächen, indem er sich außerhalb diese stellt. Indem der Sohn (von Rick) den Vater (von Tom) tötet, hofft er, seinem eigenen Sohn das Leben zu schenken.

## Rezeption
Der amerikanische Schriftsteller Philip Roth bezeichnete Ein blendender Spion kurz nach dessen Erscheinen als „the best English novel since the war“ („der beste englische Roman seit dem Krieg“). Der Schriftsteller und Kritiker David Denby bekräftigte Roths Einschätzung im Jahr 2014. Anthony Burgess, der in einer früheren Kritik dem Roman Eine Art Held absprach, irgendetwas mit Literatur zu tun zu haben, musste zugeben, dass Ein blendender Spion „den Anschein der Kompliziertheit echter Literatur“ aufweise, dennoch forderte er: „Mr. le Carrés Talente schreien danach, in einem echten Roman zum Einsatz zu kommen“. Eric Homberger sprach sich gegen eine solche Trennung von Genreliteratur und „echter Literatur“ aus, da le Carré die Formeln des Genres nur als Vorwand für eine ernsthafte Untersuchung der zentralen Themen der Gegenwart verwende: „Le Carré benutzt den Spionage-Thriller, um ‚echte‘ Romane zu schreiben.“ In Anlehnung an den Buchtitel bezeichnete Frank Conroy le Carré als „perfekten Spionageromanautor“.
Der Roman wurde 1987 von der BBC als siebenteilige Fernsehserie mit Ray McAnally, Peter Egan und Rüdiger Weigang in den Hauptrollen verfilmt.

## Ausgaben
- 1986 deutschsprachige Erstausgabe, aus dem Englischen von Rolf u. Hedda Soellner, Köln: Kiepenheuer und Witsch, ISBN 3-462-01771-3
- 1989 kartoniert, München: Heyne, Heyne-Bücher Nr. 7762, ISBN 3-453-02898-8
- 2002 Neuausgabe im Rahmen der Le Carré-Gesamtausgabe, München: List, ISBN 3-471-78087-4
- 2003 Taschenbuch, München: List, List-Taschenbuch 60392, ISBN 3-548-60392-0

Daneben Lizenzausgaben für Bertelsmann-Club (1988) und Deutscher Bücherbund (1988).